# 스파이크단백질
페플로머(영어: Peplomer) 또는 스파이크단백질(Spike Glycoprotein, 돌기단백질)은 전자현미경을 통해 볼 수 있는 바이러스 외피(viral capsid 또는 viral envelope)에서 바깥으로 돌출된 돌기형태의 단백질을 말하며, 바이러스가 숙주세포의 수용체와 결합할 때 활용된다.
페플로머는 원래 바깥으로 돌출된 외피단백질 전체를 지칭하는 용어였으나 현재는 잘 쓰이지 않으며, 오르토믹소바이러스나 코로나바이러스 등 외피단백질이 크고 눈에 잘 띄는 몇몇 바이러스에 한해 계속 언급되고 있다. 페플로머는 오늘날에는 대부분 돌기단백질(spike protein)이라는 단어로 대체되어가고 있는 중인데, 돌기라는 단어 때문에 뾰족하게 튀어나온 모습을 상상하기 쉽지만 실제로는 끝부분이 둥글거나 납작하거나 단추 모양으로 다듬어져 있는 경우가 많다. 페플로머 또는 돌기단백질은 보이는 형태를 나타낼 뿐으로 막 단백질이나 외피단백질과 동일하진 않으며, 바이러스에서 발견할 수 있는 여러 막 단백질에는 바깥으로 돌출된 부분이 없는 경우도 많다.
페플로머는 단백질 도메인을 통해 세포막에 걸쳐 있는 바이러스의 막 단백질 (막관통 단백질)로 구성된다. 또다른 도메인 중 하나는 바깥으로 튀어나와 있고 대부분 여러 종류의 당 잔기를 통해 당화되어 있다. 이 페플로머의 바깥 도메인은 숙주세포의 표면에 위치한 수용체들과의 결합을 성사시켜 바이러스가 세포 내로 침입할 수 있도록 만들어주며, 페플로머의 바깥쪽 항원 결정기는 바이러스의 혈청학적 속성과 숙주 항체와의 상호작용을 결정한다. 페플로머는 하나에서 세개의 막 단백질로 이루어져 있을 수 있으며 서브유닛들은 같을 수도 있고 다를 수도 있다.

## 코로나바이러스
| |
| (그래픽 예시) 코로나바이러스 스파이크단백질(Spike Glycoprotein), RNA 단백질 및 뉴클레오캡시드(nucleocapsid,N), 바이러스 외피(viral envelope,E), 헤마글루티닌 에스테라아제 이량체(HE,Hemagglutinin esterase dimer) |

## 같이 보기
- 벡터 백신